# Centrale équatorienne des organisations classistes
La Central Ecuatoriana de Organizaciones Clasistas (CEDOC - Centrale équatorienne des organisations classistes) est un syndicat équatorien fondé en 1938 sous le nom de Confederación Ecuatoriana de Obreros Católicos. Elle était affiliée à la Confédération mondiale du travail.